# Années 1640
Les années 1640 couvrent la période de 1640 à 1649.

## Événements
- Vers 1640 : date possible de la fondation de Bamako par Diamusadiã selon la tradition Niaré[1].
- 1640-1649 : les Russes atteignent l’Amour et la Kolyma (1640), puis l'océan Pacifique et le Kamtchatka (1649)[2].
- 1641 : les Hollandais prennent Malacca aux Portugais[3].
- 1641-1645 : première guerre franco-iroquoise[4].
- 1641-1648 : les Hollandais occupent l'Angola[5].
- 1642 : 
  - fondation de Ville-Marie, l'actuelle ville de Montréal au Canada[3].
  - pouvoir temporel des dalaï-lamas au Tibet[6].
  - découverte de la Tasmanie et de la Nouvelle-Zélande par les Européens[7].
  - guerre civile au Cambodge[8].
- 1643 : colonie de Fort-Dauphin à Madagascar[9].
- 1644 : prise de Pékin par les Mandchous. Début de la dynastie Qing en Chine (fin en 1912).

- 1643-1645 : guerre de Kieft entre les colons de Nouvelle-Néerlande et les Amérindiens de la confédération des Wappinger[10].
- 1648-1650 : les Français s'établissent à Saint-Martin, à Saint-Barthélemy, à Marie-Galante (1648), à Sainte-Lucie et à la Grenade (juin 1650)[3].

### Europe
- 1635-1659 : guerre franco-espagnole[11].
- 1638-1645 : apogée du salon littéraire de Catherine de Vivonne tenu à l'Hôtel de Rambouillet à Paris[12].
- 1639-1651 : période de crise en Grande-Bretagne, les guerres des Trois Royaumes, qui impliquent l’Angleterre, l’Écosse et l’Irlande[13]. Guerres des évêques en Écosse (1639-1640) ; première Révolution anglaise (1641-1649), ponctuée des première (1642-1646) et deuxième guerres civiles anglaises (1646-1649)[14] ; guerres des Confédérés en Irlande déclenchées par la rébellion catholique de 1641 (1641-1653).
- 1640 : confession orthodoxe rédigé par le métropolite de Kiev Pierre Movilă[15], acceptée par les patriarches de Jérusalem, Constantinople, Alexandrie et Antioche[16].
- 1640-1659 : soulèvement de la Catalogne (guerre des faucheurs). République catalane (1641)[17].
- 1640-1668 : guerre de Restauration au Portugal. Fin de l'union personnelle de l'Espagne et du Portugal[18].

- 1643 : soulèvement des Croquants du Rouergue[19].
- 1643-1645 : 
  - guerre de Torstenson entre la Suède et le Danemark[20].
  - Molière fonde L'Illustre théâtre en 1643. Celui-ci s'installe au jeu de paume des métayers en janvier 1644. Après l'emprisonnement de Molière pour dettes au Châtelet en 1645, la troupe part en tournée en province pour plusieurs années, sous la protection du duc d'Épernon[21].

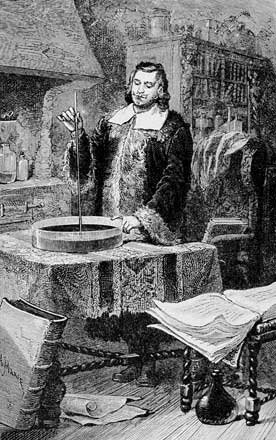
Torricelli inventant le baromètre à mercure, gravure figurant dans les livres de Camille Flammarion (1923)

- 1643-1648 : le physicien italien Evangelista Torricelli invente le baromètre à mercure et découvre la pression atmosphérique en 1643[22]. En 1644, il met en évidence le vide dans la chambre barométrique. Pascal reprend ces expériences en France en 1648 (expérience du puy de Dôme)[23].

- 1644 : Descartes publie les Principes de la philosophie[24].

- 1645-1669 : guerre de Candie[25].
- 1646-1647 : Invisible College mentionné  par Robert Boyle. Début des premières réunions informelles d'hommes de science, qui donnent lieu plus tard à la création de la Royal Society[26].
- 1647-1648 : république napolitaine[27].

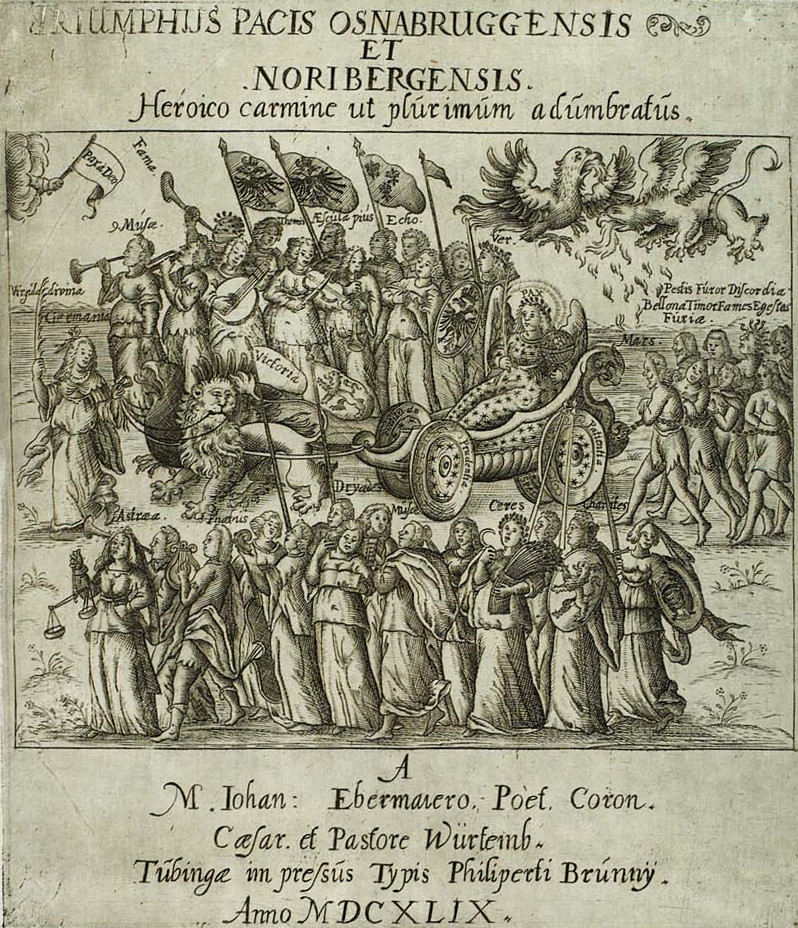
Allégorie du triomphe de la paix, 1649

- 1648 : traités de Westphalie mettant fin à la guerre de Trente Ans[28].
- 1648-1653 : Fronde en France[29].
- 1648–1657 : soulèvement de Khmelnytsky en Ukraine ; début de l'âge du fer en Pologne-Lituanie (1648-1697)[30].
- 1649-1653 : conquête cromwellienne de l'Irlande[31].

## Personnalités significatives
- Charles Ier d'Angleterre
- Pau Claris
- Pierre Corneille
- Oliver Cromwell
- Frédéric-Guillaume de Brandebourg
- Ibrahim Ier
- Jean IV de Portugal
- Li Zicheng
- Masaniello
- Jules Mazarin
- Shivâjî Bhonsla
- Shunzhi
- Pieter Stuyvesant
- Abel Tasman
- Diego Vélasquez